# Sugar Minott

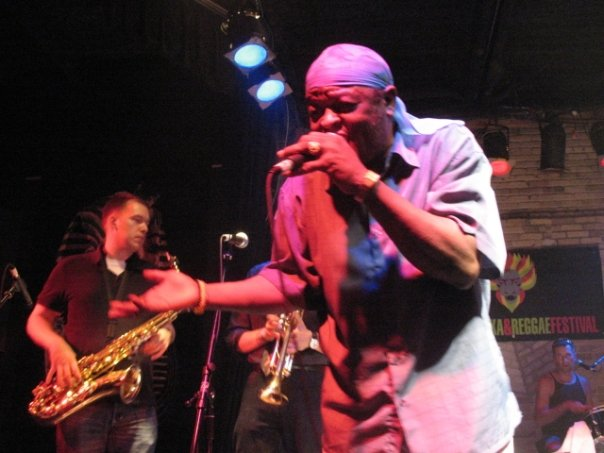
Sugar Minott

Lincoln Barrington "Sugar" Minott (25 de maio de 1956 — 10 de julho de 2010) foi um cantor de reggae, produtor e operador de som jamaicano.

## Discografia
- Live Loving (1978, Studio One)
- Showcase (1979, Studio One)
- Bittersweet (1979, Ballistic)
- Black Roots (1979, Black Roots/Island)
- Ghetto-ology (1979, Trojan)
- Roots Lovers (1980, Black Roots)
- Give The People (1980, Ballistic)
- African Girl (1981, Black Roots)
- Good Thing Going (1981, RCA)
- Dancehall Showcase (1983, Black Roots)
- With Lots Of Extra (1983, Hitbound)
- Herbman Hustling (1984, Black Roots)
- Slice Of The Cake (1984, Heartbeat)
- Wicked a Go Feel It (1984, Wackies)
- Leader For The Pack (1985, Striker Lee)
- Rydim (1985, Greensleeves)
- Time Longer Than Rope (1985, Greensleeves)
- Inna Reggae Dance Hall (1986, Heartbeat)
- Sugar & Spice (1986, Taxi)
- Jamming In The Streets (1987, Wackies)
- African Soldier (1988, Heartbeat)
- Buy Off De Bar (1988, Sonic Sounds)
- Sugar Minott & Youth Promotion (1988, NEC)
- Lovers Rock Inna Dance Hall (1988, Youth Promotion)
- Sufferers Choice (1988, Heartbeat)
- Ghetto Youth Dem Rising (1988, Heartbeat)
- The Boss Is Back (1989, RAS)
- Ghetto Child (1989, Heartbeat)
- Smile (1990, L&M)
- A Touch of Class (1991, Jammy's)
- Happy Together (1991, Heartbeat)
- Run Things (1993, VP)
- Breaking Free (1994, RAS)
- International (1996, RAS)
- Musical Murder (1997, VP)
- Good Thing Going (1998, VP)
- Easy Squeeze (1999, World)

Outros álbuns
- Rockers Award Winners (1985, Greensleeves)
- Double Dose (1987, Blue Mountain) (Sugar Minott & Gregory Isaacs)
- Showdown Volume 2 (Channel One) (Sugar Minott & Frankie Paul)

Compilações
- With Lots of Extra (1983, Hitbound)
- Best of Vol 1 (1988, Black Roots)
- Collectors Collection Vol 1 (1996, Heartbeat)
- RAS Portrait (1997, RAS)
- Sugar Minott's Hidden Treasures (1999, Easy Street)

Com os African Brothers
- Collector's Item (1987, Uptempo) (Sugar Minott & the African Brothers)

## Morte
Suge faleceu no dia 10 de julho de 2010, aos 54 anos de idade; de insuficiência cardíaca. No dia 21 de julho de 2010, ele foi sepultado no Jamay Kingston Cemetery, localizado em Kingston, Jamaica.